# Madalena Alberto
Madalena Alberto estudou dança e teatro na Escola de Dança Ana Mangericão, lado a lado com os estudos de Ciências até ao 12o ano.
Licenciou-se em Performing Arts no Doreen Bird College em Londres, a convite do mesmo, três anos de treino intensivo em dança, teatro e canto. Desde a graduação Madalena tem trabalhado em diversas áreas artísticas. 

## Créditos de teatro
- 'Hunyak' em Chicago, dir. Mitch Sebastian,
- Kuala Lumpur 07; 'Carmen Diaz' em Fame, dir. Karen Bruce,
- UK Tour 07; 'Lucy' em Ópera de Três Vinténs, dir. João Loureço, Teatro Aberto 06 ;
- Aladdin, dir. art. Kevin Spacey, Old Vic 05/06.

Madalena estreou-se em cinema como 'Carla'  no telefilme Querida Mãe, realizado por José Sacramento, 01. Participou na curta metragem Mulheres, Bah! de João Costa Menezes, que pôde ser vista no Festival de Cinema Fantasporto de 2008.
Juntamente com a sua carreira de actriz, compõe e executa canções da sua autoria que podem ser ouvidas na página do myspace com o seu nome.

## Televisão
| Ano  | Título    | Personagem     | Nota        | Canal |
| ---- | --------- | -------------- | ----------- | ----- |
| 2021 | Amor Amor | Julieta Serrão | Coadjuvante | SIC   |